# Lanneuffret
Lanneuffret (bret. Lanneured) – miejscowość i gmina we Francji, w regionie Bretania, w departamencie Finistère.
Według danych na rok 1990 gminę zamieszkiwały 84 osoby, a gęstość zaludnienia wynosiła 38 osób/km² (wśród 1269 gmin Bretanii Lanneuffret plasuje się na 1030. miejscu pod względem liczby ludności, natomiast pod względem powierzchni na miejscu 1087.).